# Vaccin antirubeolic
Vaccinul antirubeolic este un vaccin utilizat pentru a preveni rubeola. Eficacitatea acestuia se manifestă la aproximativ două săptămâni de la administrarea unei singure doze și apare la 95% dintre persoanele cărora le-au fost administrate. Țările cu rate mari de imunizare nu mai prezintă cazuri de rubeolă sau sindrom⁠(d)ul congenital rubeolic. Atunci când există rate mici de imunizare a copiilor dintr-o populație specifică, este posibil ca ratele de rubeolă congenitală să crească deoarece multe femei ajung la vârsta maturității sexuale fără a fi vaccinate sau expuse la boală. Din acest motiv este important ca mai mult de 80% din populație să fie vaccinată.
Organizația Mondială a Sănătății (OMS) a recomandat ca vaccinul anti-rubeolic să fie inclus în imunizările⁠(d) de rutină. Dacă nu toți oamenii sunt imunizați, măcar femeile care au ajuns la vârsta la care pot da naștere să fie imunizate. Nu ar trebui administrat persoanelor gravide sau celor cu funcție imunitară scăzută. În timp ce o doză este, de obicei, de ajuns pentru protecție pe toată perioada vieții, adeseori sunt administrate două doze.
Efectele secundare sunt în general ușoare. Acestea pot include febră, iritație, dar și durere și roșeață la zona injectată. Femeile pot raporta dureri articulare în decurs de una și până la trei săptămâni de la vaccinare. Alergiile severe sunt rare. Vaccinul anti-rubeolic este disponibil sub formă de vaccin de sine stătător sau combinat cu alte vaccinuri. Pot exista combinații cu vaccinurile anti-oreion și anti-rujeolă (vaccin⁠(d) ROR) sau cu  vaccinul anti-varicelă, anti-oreion și anti-rujeolă (Vaccinul⁠(d) RORV).
Un prim vaccin anti-rubeolic a fost acreditat prima dată în anul 1969. Acesta se află pe lista medicamentelor esențiale a Organizației Mondiale a Sănătății, ce prezintă cea mai importantă medicație necesară într-un sistem de sănătate de bază. Începând din anul 2009, peste 130 de țări l-au inclus în rutina de imunizare.